# Jean Bussy-Leclerc
Pour les articles homonymes, voir Jean Leclerc, Leclerc et Bussy.
Jean Bussy-Leclerc né Jean Leclerc est un bourgeois français, un des chefs de la faction des Seize pendant la Ligue catholique. Il est décédé en 1635 à Bruxelles.

## Biographie
Maître d'armes, puis procureur au Parlement de Paris, il devient en 1588 gouverneur de la Bastille, grâce à l'appui du duc Henri de Guise. En 1589, il arrête les membres du Parlement fidèles à la cause royale et ne les nourrit que de pain et d'eau, ce qui le fit surnommer le "grand pénitencier du parlement". En 1591, il est un des instigateurs du supplice de Barnabé Brisson, premier président du Parlement, Claude Larcher, conseiller au Parlement, et Jean Tardif du Ru, conseiller au Châtelet.
Lorsque le duc de Mayenne délivre Paris de la tyrannie des seize, il fait grâce à Bussy qui rend alors la Bastille. Il meurt dans la misère à Bruxelles.